# De ooievaars

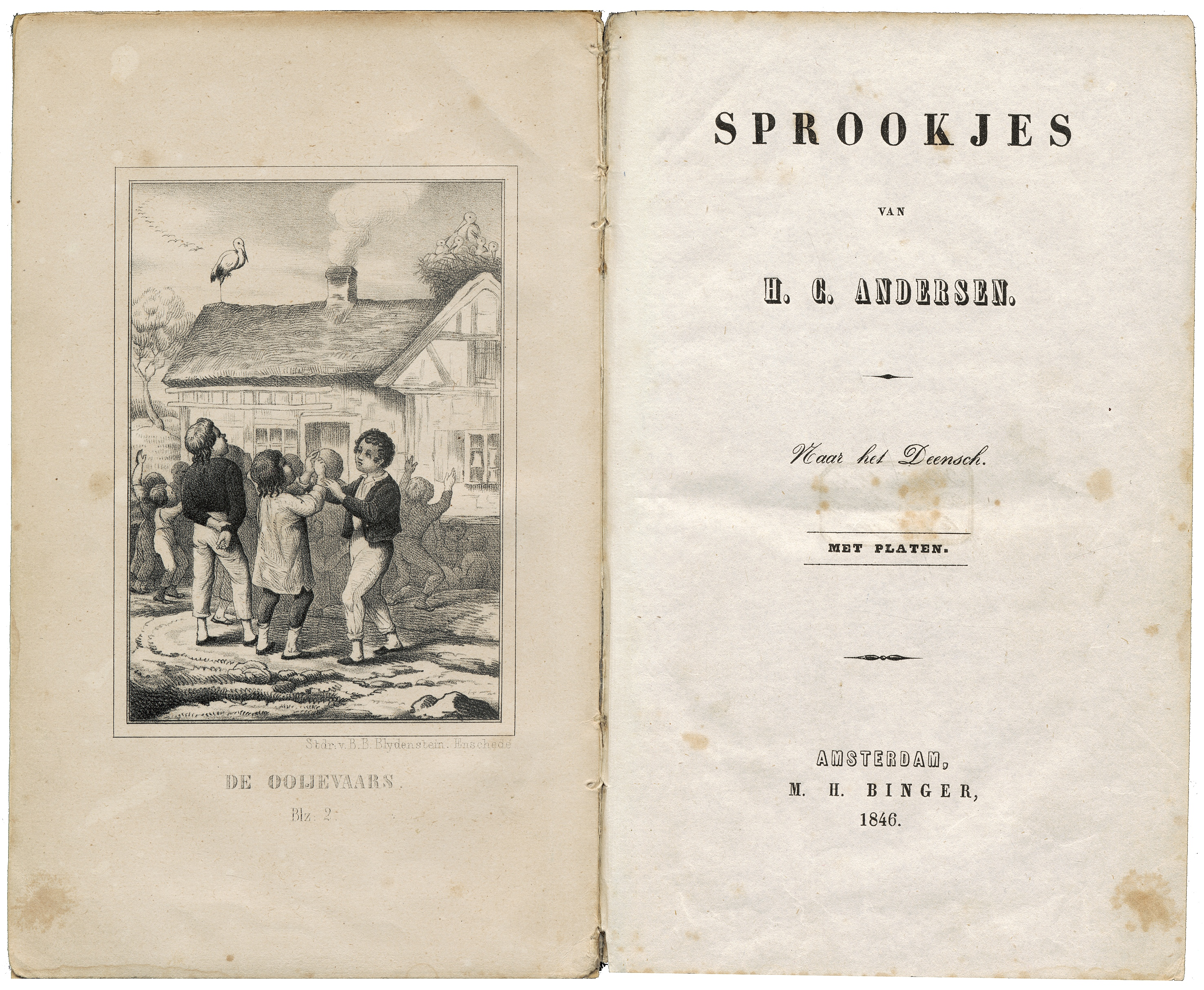

De ooievaars is een sprookje van Hans Christian Andersen. Het verscheen in 1842.

## Het verhaal

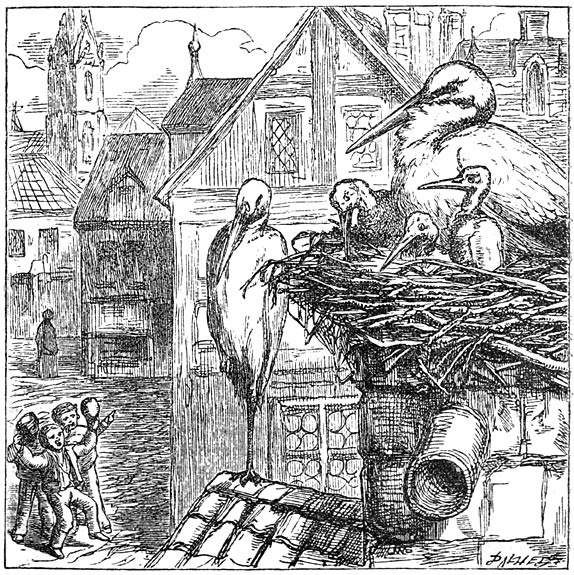
De ooievaars, 1895

Een ooievaarsmoeder heeft vier kleintjes en vader houdt de wacht. Kinderen zien de ooievaars en de moedigste begint te zingen. De kinderen zingen een oud liedje over de ooievaars; de jongen zullen worden opgehangen, gespietst, verbrand en binnenstebuiten gekeerd worden. De ooievaarsmoeder vertelt haar jongen dat ze zich hier niks van aan moeten trekken. De enige jongen die niet mee wil zingen is Piet, hij wil dieren niet plagen.
De ooievaarsmoeder vertelt haar bange jongen dat ze naar de vijver gaan waar de mensenkinderen slapen tot de ooievaar ze komt halen. Alleen de kinderen die niet meezongen met het vreselijke lied zullen een broertje of zusje krijgen. De jongen die met het liedje is begonnen, zal in zijn gezin een kindje ontvangen dat zich dood heeft gedroomd. Piet zal een broertje én een zusje ontvangen en de ooievaarsjongen zullen ook Piet worden genoemd. Sinds die tijd worden alle ooievaars dan ook Piet genoemd.